# Giambattista Vasco
Giambattista Vasco (Mondovì, 10 de octubre de 1733 - Rocchetta Tanaro, 11 de noviembre de 1796) fue un economista y abad italiano.

## Obras
- I contadini: la felicità pubblica considerata nei coltivatori di terre proprie (en italiano). Brescia: Giammaria Rizzardi. 1769.
- Della naturale umana bipede positura: lettera critica (en italiano). Milán: Giuseppe Galeazzi. 1770.
- Della moneta: saggio politico (en italiano). Turín: Stamperia reale. 1788.
- L'usura libera: risposta al quesito proposto da Giuseppe II imperadore (en italiano). Milán: Luigi Veladini. 1792.
- Delle universita delle arti e mestieri: dissertazione (en italiano). Milán: Luigi Veladini. 1793.

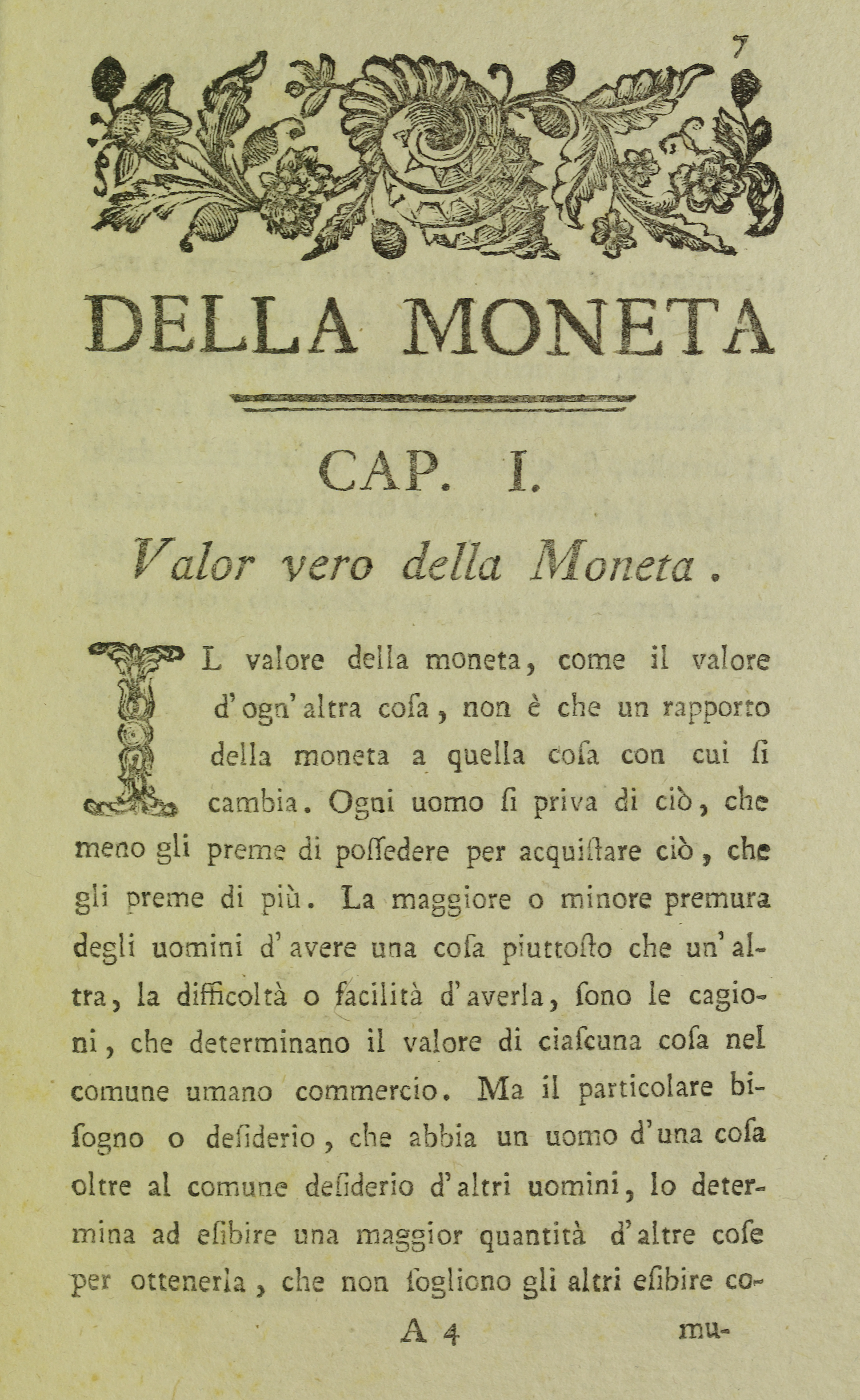
Della moneta, 1788